# Astragalus pehuenches
Astragalus pehuenches är en ärtväxtart som beskrevs av Gustavo Niederlein. Astragalus pehuenches ingår i släktet vedlar, och familjen ärtväxter. Inga underarter finns listade i Catalogue of Life.